# Toni Aira Foix
Toni Aira Foix  (Barcelona, Cataluña, 27 de octubre de 1977) es un doctor en comunicación, profesor universitario y colaborador televisivo español.

## Biografía
Su tesis doctoral, dirigida por Albert Sáez i Casas en la Universidad Ramon Llull, se titula La construcció mediàtica de l’agenda política. El pes del màrqueting polític en les estratègies partidistes. El cas de l’enquadrament mediàtic de l’Estatut de Catalunya 2006. Calificada en 2008 con un Excelente cum laude por unanimidad.
Se ha especializado en comunicación política. Empezó su carrera colaborando en medios como El Temps, Ona Catalana, RAC1, Tribuna Catalana y en la revista Sàpiens. Posteriormente fue subdirector de la Revista Barça y director del diario digital El Singular Digital, compaginándolo con colaboraciones en diversos medios de comunicación.
A nivel académico, es profesor de Introducción a la Comunicación Profesional en la Facultad de Comunicación Blanquerna (URL), de Comunicación Política e Instituciones Públicas en la Universidad Abierta de Cataluña (UOC), y del Proyecto de Publicidad Institucional, Social y Política en la Universidad Pompeu Fabra (UPF). También es presidente fundador de la Societat Catalana de Comunicació i Estratègia Polítiques de Catalunya (SCCIEP), fue impulsor del Primer Congreso de Comunicación Política de Cataluña (CCPC), en el año 2011. También es miembro de la ACOP.
Ha recibido el 12.º Premi d'Assaig Polític Trias Fargas y ha publicado distintos libros siempre relacionados con la comunicación política.

## Publicaciones
- La Veu de l'experiència. Testimonis del passat, pensant en el futur (Dèria, 2007)
- De Pujol a Maragall (Documenta Universitaria, 2008) -llibre col·lectiu-
- Màrqueting polític: L'art de guanyar eleccions. Del cartell a Youtube (Trípodos, 2008)
- Els spin doctors. Com mouen els fils els assessors dels líders polítics (Columna, 2009)
- Los spin doctors. Cómo mueven los hilos los asesores de los líderes políticos (Editorial UOC, 2009)
- Comunicació política i d'institucions públiques (Editorial UOC, 2009) -llibre col·lectiu-
- L'espectre del tripartit (Documenta Universitaria, 2009) -llibre col·lectiu-
- La comunicació política (Editorial UOC, 2010)
- Sí, ministre (A Contra Vent, 2010 2009) -traducció-
- Los guardianes del mensaje. Asesores políticos. Un modelo alternativo a los spin doctors anglosajones (Editorial UOC, 2011)
- Els guardians del missatge. Els professionals de la comunicació política (Trípodos, 2011)
- El último partido. La política cansada ante su gran final (UOC, 2015)
- Comunicación política y gobierno de coalición (UOC, 2016)
- Política en serie. La ficción que inspira al poder (Libros.com, 2016)
- La política de las emociones (Arpa editores, 2020)[5]